# Ваханский язык
Ваха́нский язы́к (самоназвание — ښیکوار زیک / Х̆икв̆ор зик / X̌ikwor zik) — язык ваханцев, населяющих в основном юго-восточную часть Памира (Таджикистан). Распространён в качестве языка бытового общения на границе между Таджикистаном и Афганистаном по верхнему течению реки Пяндж (на территории исторической провинции Вахан), в северных районах Пакистана и в китайской части Восточного Памира (Синьцзян-Уйгурский автономный район). Общее число говорящих на ваханском языке — 50—75 тыс. человек (2005, оценка), из них в Таджикистане — 10—20 тыс. человек, в Афганистане — 9—15 тыс. человек, в Пакистане — 20—30 тыс. человек, в Китае — 2—10 тыс. человек.
Ваханский язык образует отдельную группу в составе восточноиранских языков и входит в ареальное объединение памирских языков. В Вахане выделяются 3 основных говора — верхний, средний и нижний. Ваханский язык Китая имеет черты верхнего говора. Язык ваханцев северного Пакистана является самостоятельным говором.
Фонетика ваханского языка характеризуется позиционными изменениями гласных в количественном отношении и наличием ряда церебральных согласных.

## Письменность
В Афганистане для записи ваханского языка используется алфавит на арабской графической основе:
| Буква | ا | آ | ب | پ | ت | ټ | ث | ج | ڃ | چ | ڇ | څ | ځ | ح | خ | د | ډ | ذ | ر | ز | ږ | ژ | ڙ | س |
| Буква | ښ | ش | ڜ | ص | ض | ط | ظ | ع | غ | ف | ڤ | ق | ک | گ | ل | م | ن | ه | و | ؤ | وْ | ي | ی |   |

В Пакистане ваханский язык используются при обучении детей в начальной школе (алфавит составлен на латинской графической основе). Первый ваханский букварь «Xəkwōr ʒik» был издан в Пакистане в 1985 году. Алфавит этого издания имеет следующий вид: a, ā, ā̒, b, č, č̣, c, d, ḍ, ḏ, e, ә, f, g, ɣ̌, ɣ, j, ǰ, ȷ, k, l, m, n, o, ō, ō̒, p, q, ө, r, s, š, ṣ̌, t, ṭ, ṯ, u, ы, u̒, v, w, x, x̌, y, z, ẓ̌, ž.

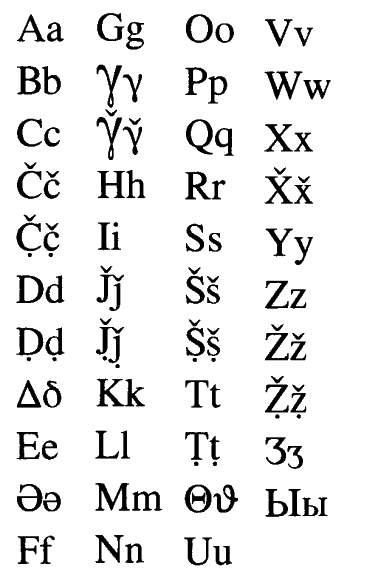
Один из вариантов ваханского алфавита

В Таджикистане разработан алфавит на основе кириллицы, но на практике он применяется ограниченно. В 2001 году Институт перевода Библии издал на ваханском языке Евангелие от Луки, набранное как кириллицей, так и латиницей (Luqo Inǰil. Bǝzыrg Kitob tarǰimacrakыzg institut. 2001). В 2011 году ещё один вариант ваханской латиницы был предложен на круглом столе Международного комитета по стандартизации ваханского алфавита.
В 2012 году в Душанбе на ваханском языке был издан сборник ваханских сказок. В нём приведён следующий алфавит ваханского языка:
| А а | Б б | В в | В̌ в̌ | Г г | Ғ̌ ғ̌ | Ғ ғ | Д д | Д̈ д̈ | Е е | Ё ё | Җ җ | Ж ж | З з | З̌ з̌ | И и |
| Й й | К к | Қ қ | Л л | М м | Н н | О о | П п | Р р | С с | С̌ с̌ | Т т | Т̈ т̈ | У у | Ф ф | Х х |
| Х̌ х̌ | Ц ц | Ц̌ ц̌ | Ч ч | Ӵ ӵ | Ҷ ҷ | Ҷ̈ ҷ̈ | Щ щ | Ш ш | Ы ы | Ә ә | Э э | Ю ю | Я я |     |     |

## Лингвистическая характеристика
В структурном отношении наиболее чётко выделяются имена, глаголы, служебные слова. Существительные во множественном числе сохраняют прямой и косвенный падежи. Личные местоимения 1-го и 2-го лица единственного числа имеют 3 падежных формы, некоторые другие местоимения — две падежных формы или совсем не изменяются по падежам. Падежные отношения в основном выражаются аналитически. Происхождение глагольных основ настоящего и прошедшего времени от разных исторических праформ привело к распространению в ваханском языке различных типов правильных и неправильных основ. На современном этапе развития в ваханском языке идёт процесс выравнивания основ по правильному типу, вследствие чего старые архаичные формы постепенно вымирают. Для морфологии глагола характерно наличие нескольких временных форм. Неизъявительные формы в большинстве случаев образуются аналитически с помощью модальных частиц. Лицо и число выражаются либо личными окончаниями — если форма образуется от презентной основы, либо энклитическими подвижными показателями — если форма образуется от претеритной основы.
Ваханский язык сохраняет реликт эргативнообразной конструкции, которая на современном этапе развития языка становится нейтральной по отношению к переходности-непереходности.

## Распространение
| Административно-территориальнае единица                                             | Численность носителей языка                                           | Процентное соотношение ко всему населению |  |
| ----------------------------------------------------------------------------------- | --------------------------------------------------------------------- | ----------------------------------------- |  |
| Ишкашимский район дж. Зонг дж. Вранг дж. Путуп дж. Вахан дж. Р. Юсуфбекова райцентр | 23681 чел. 8410 чел. 6850 чел. 3217 чел. 2367 чел. 1970 чел. 870 чел. | 69,5 100 99,5 99 100 60 50                |  |
| Мургабский район                                                                    | 530 чел.                                                              | 2,65                                      |  |
| г. Хорог                                                                            |                                                                       | 0,5                                       |  |
| район Абдурахмони Джоми Хуросонский район Кубодиёнский район                        | 1000 чел 14 семей 16 семей                                            |                                           |  |
| Гулистон Бустон Худжанд                                                             | 14 сем. 18 сем. 230 сем.                                              |                                           |  |

### Словари
- Стеблин-Каменский И. М. Этимологический словарь ваханского языка. СПб., 1999